# NGC 6455
NGC 6455 في الفهرس العام الجديد، هي مجرة، تقع في كوكبة العقرب. اكتشفت في 7 يونيو 1837 بواسطة جون هيرشل.

## روابط خارجية
- NGC 6455 على موقع ويكي سكاي: DSS2, SDSS, GALEX, IRAS, Hydrogen α, X-Ray, Astrophoto, Sky Map, Articles and images